# 천병규
천병규(千炳圭, 1918년 7월 1일~1993년 7월 19일)는 대한민국의 금융인, 정치인이다. 한국은행 부총재, 제14대 재무부 장관, 제10대 국회의원을 역임했다. 본관은 영양(潁陽), 호는 동백(東栢)이다.

## 학력
- 1931년 안동공립보통학교
- 1936년 대구 고등보통학교
- 오사카 대학 상과대학

## 생애
1942년 조선은행에 입사하여 처음 사회활동을 시작한 뒤, 1950년 한국은행 초대 동경지점장이 되었다. 1956년 한국은행 부총재를 지낸 뒤 1959년 한국은행 은행감독부장이 되고 곧이어 재무부 차관이 되었다. 1961년 재무부 장관이 되어 6·10통화개혁을 주도하였고 제1차 경제개발5개년계획의 수립을 선도하였다.
장관 재임 때 오스트리아 비엔나에서 개최하는 국제통화기금(IMF)·국제부흥개발은행(IBRD) 한국 수석대표로 참석하였다. 1963년 공화당 4대 의혹사건 중 증권파동에 연루된 혐의로 3개월간 옥고를 치렀다. 출옥 뒤 서울신문사 이사를 역임하고 1964년 정경연구소 초대 이사가 되었다.
1965년 대통령특사 자격으로 파월장병을 위문했고, 1966년 재무부장관 고문을 지냈다. 1967년 아시아개발은행 상임이사로 취임한 뒤, 주로 국제경제회의 등에 한국대표단 고문으로 여러 차례 참석하였다. 1974년 주 태국·라오스 대사, 1976년 주 스위스대사를 지냈다.
1979년 제10대 국회의원(유정회)이 되어 유정회 경과분과위 원장을 지냈고 한일의원연맹동경회의 부위원장을 지냈다. 이어 과학진흥대책위원장을 거쳐 1981년 동방철관주식회사 회장을 지냈다.
1971년 국민훈장 무궁화장을 받았고, 1981년 백상태국정부 수교훈장을 받았다.

## 경력
- 조선은행 입행
- 한국은행 동경ㆍ대판ㆍ홍콩지점장
- 외국부장ㆍ조사부장ㆍ부총재ㆍ은행감독부장
- 대한민국 재무부 차관ㆍ장관
- ADB이사
- 경제심상임위원
- 주태국ㆍ프랑스 대사

## 역대 선거 결과
| 실시년도 | 선거 | 대수 | 직책     | 선거구           | 정당       | 득표수 | 득표율      | 순위 | 당락 | 비고 |
| -------- | ---- | ---- | -------- | ---------------- | ---------- | ------ | ----------- | ---- | ---- | ---- |
| 1978년   | 총선 | 10대 | 국회의원 | 통일주체국민회의 | 유신정우회 |        | \| \| 0% \| | 지명 |      | 초선 |
|          | 0%   |      |          |                  |            |        |             |      |      |      |

## 가족
- 부 : 천관근(千寬根)
- 모 : 권분희(權紛喜)

## 저서
- 『천마 초원에 놀다』